# Emil Audero
Emil Audero Mulyadi (Mataram, 18 gennaio 1997) è un calciatore italiano naturalizzato indonesiano, portiere della Cremonese, in prestito dal Como, e della nazionale indonesiana.

## Biografia
Nato a Mataram da padre indonesiano e madre italiana, all'età di un anno si è trasferito a Cumiana, in Piemonte. Nel 2025, grazie alle origini paterne, ottiene la cittadinanza indonesiana.

## Caratteristiche tecniche
Portiere dal fisico ben strutturato, mostra un'ottima reattività tra i pali oltre ad essere a suo agio nelle uscite basse. Si dimostra inoltre abile nel neutralizzare i calci di rigore.
Nel 2019 la UEFA lo ha annoverato tra i giovani calciatori europei più promettenti della sua generazione.

## Carriera

### Club

#### Gli inizi, Juventus e Venezia
Inizia a giocare a calcio da bambino nell'accademia dell'ex portiere Marco Roccati. Qui viene notato da Michelangelo Rampulla, all'epoca preparatore dei portieri della Juventus, il quale lo fa entrare nel vivaio bianconero all'età di 11 anni.
Compiuta via via tutta la trafila delle giovanili, approda alla squadra Primavera di Andrea Zanchetta con cui, da dodicesimo di Gianmarco Vannucchi, vince la Supercoppa Primavera 2013. Ottiene per la prima volta la convocazione in prima squadra, grazie a Massimiliano Allegri, in occasione del derby di Torino del 30 novembre 2014; nel frattempo, nel biennio seguente è il portiere titolare della squadra Primavera di Fabio Grosso, con cui nel 2016 raggiunge la finale scudetto persa ai tiri di rigore contro i pari età della Roma, ed è ciclicamente aggregato in prima squadra senza tuttavia mai scendere in campo. Nella stagione 2016-2017, pur continuando a far parte della squadra giovanile di Grosso, entra stabilmente nella rosa della prima squadra di Allegri come terzo portiere, dietro Buffon e Neto. Il 27 maggio 2017, dopo 61 panchine, debutta da professionista in occasione dell'ultimo turno di campionato, nella partita vinta per 2-1 sul campo del Bologna.
Nell'estate seguente viene ceduto in prestito al Venezia, in Serie B, con cui disputa un campionato molto positivo a livello individuale, mantenendo la porta inviolata in ben 13 incontri e dimostrandosi uno dei migliori talenti della categoria.

#### Sampdoria
Tornato inizialmente a Torino al termine della stagione, nell'estate 2018 passa a titolo temporaneo, inizialmente con opzione e diritto di contro-riscatto, alla Sampdoria, con cui fa il suo debutto il successivo 12 agosto nella gara di Coppa Italia vinta 1-0 contro la Viterbese Castrense. Impostosi subito come titolare, a Genova è autore di prestazioni di rilievo, che ne fanno tra le rivelazioni della prima parte di campionato; nel gennaio 2019 Sampdoria e Juventus riformulano il precedente accordo in un obbligo di riscatto a favore del club ligure, che si formalizza nel febbraio seguente per 20 milioni di euro.
Mantiene le chiavi della porta blucerchiata per gli anni a seguire, assurgendo tra i punti fermi della squadra in questa fase storica oltreché, nonostante l'ancora giovane età, nel novero degli estremi difensori doriani più rappresentativi. Vive una fase di appannamento solo a metà della stagione 2021-2022, quando alcune prestazioni opache lo relegano momentaneamente in panchina per quasi tre mesi, in favore di Wladimiro Falcone, pur ritrovando la titolarità nella parte finale del campionato: proprio qui, il 30 aprile 2022, in occasione di un derby della Lanterna decisivo in ottica salvezza, al 6' di recupero para il calcio di rigore del genoano Domenico Criscito, salvando la vittoria 1-0 dei suoi e mettendo a posteriori un sigillo importante sulla permanenza della Sampdoria in massima serie.
Nella stagione seguente, Audero recupera pienamente il proprio posto da titolare nella porta blucerchiata, vista anche la partenza di Falcone verso il Lecce, e nonostante la crisi di risultati e societaria del club, risulta nuovamente uno dei migliori doriani in campo. Tuttavia, nel marzo 2023 un infortunio alla spalla destra, rimediato in allenamento, lo estromette dalle ultime giornate di campionato, in cui viene sostituito dalle riserve Turk e Ravaglia, mentre la Sampdoria retrocede in Serie B.

#### Inter
Il 10 agosto 2023, Audero viene ceduto in prestito con diritto di riscatto all'Inter, sempre in Serie A, dove va a ricoprire il ruolo di secondo portiere alle spalle di Yann Sommer. Il successivo 29 novembre esordisce in maglia nerazzurra e contestualmente nelle competizioni europee, in occasione della gara di UEFA Champions League pareggiata 3-3 sul campo del Benfica. Il 22 gennaio 2024, pur senza scendere in campo nella finale di Supercoppa italiana vinta dai nerazzurri per 1-0 contro il Napoli, conquista il suo primo trofeo con l'Inter. Il 25 febbraio successivo, vista l'indisponibilità di Sommer, debutta con la maglia nerazzurra anche in campionato, in occasione della vittoria esterna per 4-0 contro il Lecce; a fine stagione, si fregia da comprimario della vittoria dello Scudetto, che vale la seconda stella per il club milanese, nonché il secondo in carriera per il portiere. Lascia il club nerazzurro al termine della stessa annata, dopo essere sceso in campo in 6 occasioni, in seguito al mancato riscatto del suo cartellino.

#### Como, Palermo e Cremonese
Il 30 luglio 2024 si accasa al Como, neopromosso in Serie A. Esordisce coi lariani il successivo  14 settembre, scendendo in campo da titolare nel pareggio casalingo per 2-2 contro il Bologna.
Il 3 febbraio 2025, complice il poco spazio trovato a Como, viene ceduto in prestito al Palermo, in Serie B. Titolare della porta dei siculi, fornisce buone prestazioni contribuendo al raggiungimento dei play-off, in cui i rosanero vengono eliminati al primo turno dalla Juve Stabia (1-0).
Il 27 luglio 2025 si trasferisce alla Cremonese, neopromossa in Serie A, in prestito con diritto di riscatto.

### Nazionale

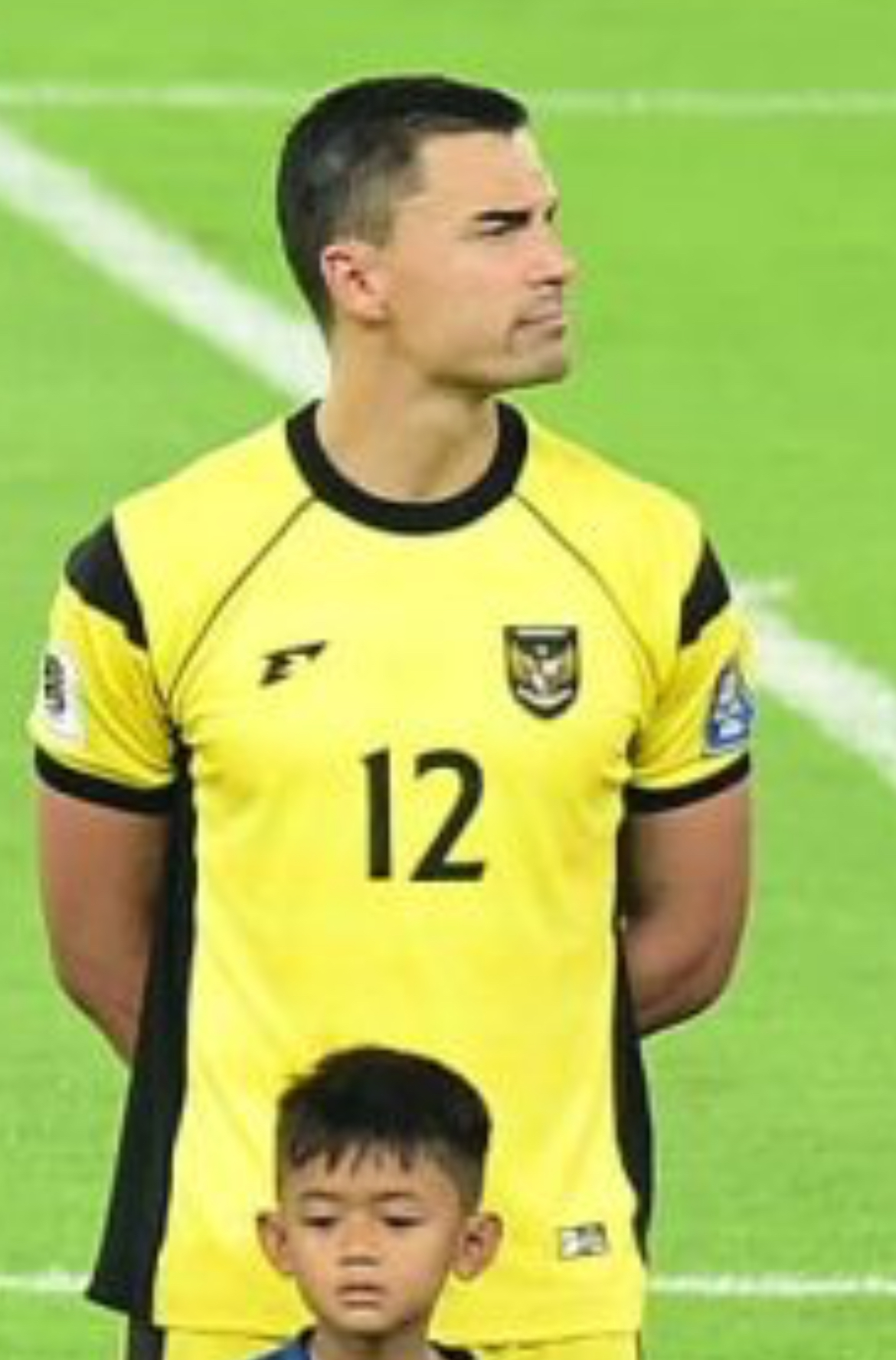
Audero con la nazionale indonesiana nel 2025

#### Italia
In gioventù opta per la nazionalità italiana, nonostante i natali indonesiani del padre. Viene convocato per la prima volta in azzurro nel 2012, per difendere i pali della nazionale under 15, con cui totalizza 9 presenze e 3 reti subìte.
Con la nazionale under 17, nel 2013, viene convocato sia per il mondiale sia per l'europeo di categoria, in cui l'Italia viene sconfitta in finale dalla Russia, non riuscendo però a scendere in campo in quanto gli viene preferito Simone Scuffet nel ruolo di numero uno azzurro.
Tra il 2013 e il 2017 totalizza presenze con le nazionali under 18, under 19 e under 20 italiane.
Debutta con la nazionale under 21 il 4 settembre 2017, scendendo in campo da titolare nell'amichevole vinta per 4-1 contro la Slovenia. Totalizza 10 presenze con gli azzurrini nel corso del biennio seguente, ed è tra i convocati per l'europeo 2019 in Italia, dove però gli viene preferito Alex Meret come portiere titolare.

#### Indonesia
Dopo avere ottenuto la cittadinanza indonesiana, nel marzo 2025 viene convocato dalla nazionale maggiore indonesiana per le partite contro Australia e Bahrein valide per le qualificazioni al campionato del mondo 2026, senza scendere in campo. Fa il suo debutto il successivo 5 giugno, in occasione della vittoria per 1-0 contro la Cina.

## Statistiche

### Presenze e reti nei club
Statistiche aggiornate al 16 agosto 2025.
| Stagione         | Squadra          | Campionato       | Campionato | Campionato | Coppe nazionali | Coppe nazionali | Coppe nazionali | Coppe continentali | Coppe continentali | Coppe continentali | Altre coppe | Altre coppe | Altre coppe | Totale | Totale |
| Stagione         | Squadra          | Comp             | Pres       | Reti       | Comp            | Pres            | Reti            | Comp               | Pres               | Reti               | Comp        | Pres        | Reti        | Pres   | Reti   |
| ---------------- | ---------------- | ---------------- | ---------- | ---------- | --------------- | --------------- | --------------- | ------------------ | ------------------ | ------------------ | ----------- | ----------- | ----------- | ------ | ------ |
| 2016-2017        | Juventus         | A                | 1          | -1         | CI              | 0               | 0               | UCL                | 0                  | 0                  | SI          | 0           | 0           | 1      | -1     |
| 2017-2018        | Venezia          | B                | 35+3       | -37 + -2   | CI              | 1               | -2              | -                  | -                  | -                  | -           | -           | -           | 39     | -41    |
| 2018-2019        | Sampdoria        | A                | 36         | -51        | CI              | 1               | 0               | -                  | -                  | -                  | -           | -           | -           | 37     | -51    |
| 2019-2020        | Sampdoria        | A                | 36         | -60        | CI              | 2               | -3              | -                  | -                  | -                  | -           | -           | -           | 38     | -63    |
| 2020-2021        | Sampdoria        | A                | 37         | -53        | CI              | 1               | -3              | -                  | -                  | -                  | -           | -           | -           | 38     | -56    |
| 2021-2022        | Sampdoria        | A                | 29         | -48        | CI              | 1               | -2              | -                  | -                  | -                  | -           | -           | -           | 30     | -50    |
| 2022-2023        | Sampdoria        | A                | 25         | -39        | CI              | 1               | 0               | -                  | -                  | -                  | -           | -           | -           | 26     | -39    |
| Totale Sampdoria | Totale Sampdoria | Totale Sampdoria | 163        | -251       |                 | 6               | -8              |                    | -                  | -                  |             | -           | -           | 169    | -259   |
| 2023-2024        | Inter            | A                | 4          | -3         | CI              | 1               | -2              | UCL                | 1                  | -3                 | SI          | 0           | 0           | 6      | -8     |
| 2024-feb. 2025   | Como             | A                | 8          | -18        | CI              | 0               | 0               | -                  | -                  | -                  | -           | -           | -           | 8      | -18    |
| feb.-giu. 2025   | Palermo          | B                | 14+1       | -20 + -1   | CI              | 0               | 0               | -                  | -                  | -                  | -           | -           | -           | 15     | -21    |
| 2025-2026        | Cremonese        | A                | 0          | 0          | CI              | 1               | 0               | -                  | -                  | -                  | -           | -           | -           | 1      | 0      |
| Totale carriera  | Totale carriera  | Totale carriera  | 229        | -333       |                 | 9               | -12             |                    | 1                  | -3                 |             | 0           | 0           | 239    | -348   |

### Cronologia presenze e reti in nazionale
| Cronologia completa delle presenze e delle reti in nazionale ― Indonesia | Cronologia completa delle presenze e delle reti in nazionale ― Indonesia | Cronologia completa delle presenze e delle reti in nazionale ― Indonesia | Cronologia completa delle presenze e delle reti in nazionale ― Indonesia | Cronologia completa delle presenze e delle reti in nazionale ― Indonesia | Cronologia completa delle presenze e delle reti in nazionale ― Indonesia | Cronologia completa delle presenze e delle reti in nazionale ― Indonesia | Cronologia completa delle presenze e delle reti in nazionale ― Indonesia |
| Data                                                                     | Città                                                                    | In casa                                                                  | Risultato                                                                | Ospiti                                                                   | Competizione                                                             | Reti                                                                     | Note                                                                     |
| ------------------------------------------------------------------------ | ------------------------------------------------------------------------ | ------------------------------------------------------------------------ | ------------------------------------------------------------------------ | ------------------------------------------------------------------------ | ------------------------------------------------------------------------ | ------------------------------------------------------------------------ | ------------------------------------------------------------------------ |
| 5-6-2025                                                                 | Giacarta                                                                 | Indonesia                                                                | 1 – 0                                                                    | Cina                                                                     | Qual. Mondiali 2026                                                      | -                                                                        |                                                                          |
| 10-6-2025                                                                | Suita                                                                    | Giappone                                                                 | 6 – 0                                                                    | Indonesia                                                                | Qual. Mondiali 2026                                                      | -6                                                                       |                                                                          |
| Totale                                                                   |                                                                          | Presenze                                                                 | 2                                                                        |                                                                          | Reti                                                                     | -6                                                                       |                                                                          |

| Cronologia completa delle presenze e delle reti in nazionale ― Italia under 21 | Cronologia completa delle presenze e delle reti in nazionale ― Italia under 21 | Cronologia completa delle presenze e delle reti in nazionale ― Italia under 21 | Cronologia completa delle presenze e delle reti in nazionale ― Italia under 21 | Cronologia completa delle presenze e delle reti in nazionale ― Italia under 21 | Cronologia completa delle presenze e delle reti in nazionale ― Italia under 21 | Cronologia completa delle presenze e delle reti in nazionale ― Italia under 21 | Cronologia completa delle presenze e delle reti in nazionale ― Italia under 21 |
| Data                                                                           | Città                                                                          | In casa                                                                        | Risultato                                                                      | Ospiti                                                                         | Competizione                                                                   | Reti                                                                           | Note                                                                           |
| ------------------------------------------------------------------------------ | ------------------------------------------------------------------------------ | ------------------------------------------------------------------------------ | ------------------------------------------------------------------------------ | ------------------------------------------------------------------------------ | ------------------------------------------------------------------------------ | ------------------------------------------------------------------------------ | ------------------------------------------------------------------------------ |
| 4-9-2017                                                                       | Cittadella                                                                     | Italia under 21                                                                | 4 – 1                                                                          | Slovenia under 21                                                              | Amichevole                                                                     | -1                                                                             | 70’                                                                            |
| 10-10-2017                                                                     | Ferrara                                                                        | Italia under 21                                                                | 4 – 0                                                                          | Marocco under 21                                                               | Amichevole                                                                     | -                                                                              |                                                                                |
| 14-11-2017                                                                     | Frosinone                                                                      | Italia under 21                                                                | 3 – 2                                                                          | Russia under 21                                                                | Amichevole                                                                     | -1                                                                             | 45’                                                                            |
| 27-3-2018                                                                      | Novi Sad                                                                       | Serbia under 21                                                                | 0 – 1                                                                          | Italia under 21                                                                | Amichevole                                                                     | -                                                                              |                                                                                |
| 6-9-2018                                                                       | Dunajská Streda                                                                | Slovacchia under 21                                                            | 3 – 0                                                                          | Italia under 21                                                                | Amichevole                                                                     | -3                                                                             |                                                                                |
| 11-9-2018                                                                      | Cagliari                                                                       | Italia under 21                                                                | 3 – 1                                                                          | Albania under 21                                                               | Amichevole                                                                     | -1                                                                             |                                                                                |
| 15-10-2018                                                                     | Vicenza                                                                        | Italia under 21                                                                | 2 – 0                                                                          | Tunisia under 21                                                               | Amichevole                                                                     | -                                                                              |                                                                                |
| 15-11-2018                                                                     | Ferrara                                                                        | Italia under 21                                                                | 1 – 2                                                                          | Inghilterra under 21                                                           | Amichevole                                                                     | -2                                                                             |                                                                                |
| 19-11-2018                                                                     | Reggio Emilia                                                                  | Italia under 21                                                                | 1 – 2                                                                          | Germania under 21                                                              | Amichevole                                                                     | -2                                                                             |                                                                                |
| 21-3-2019                                                                      | Trieste                                                                        | Italia under 21                                                                | 0 – 0                                                                          | Austria under 21                                                               | Amichevole                                                                     | -                                                                              |                                                                                |
| Totale                                                                         |                                                                                | Presenze                                                                       | 10                                                                             |                                                                                | Reti                                                                           | -10                                                                            |                                                                                |

## Palmarès

### Club

#### Competizioni nazionali
- Campionato italiano: 2

Juventus: 2016-2017
Inter: 2023-2024
- Coppa Italia: 1

Juventus: 2016-2017
- Supercoppa italiana: 1

Inter: 2023

#### Competizioni giovanili
- Supercoppa Primavera: 1

Juventus: 2013